# Caballeros del cálculo lambda

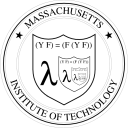
Los Caballeros del Cálculo Lambda. Emblema recursiva que tiene la teoría de Lisp. el Cálculo Lambda. Y en el emblema hace referencia al combinador de punto fijo. Y la aparición de la imagen dentro de ella misma, hace referencia a la recursión

Los Caballeros del Cálculo Lambda (Knights of the Lambda Calculus en inglés) es un grupo semi-ficticio de hackers expertos en Lisp y Scheme. El nombre hace referencia al Cálculo Lambda, un formalismo matemático inventado por Alonzo Church, en el que Lisp está conectado y hace referencia a los caballeros templarios
No hay realmente una organización que tenga el nombre Caballeros del Cálculo Lambda; Casi siempre existe como una broma de la cultura hacker. El conecto puede haber sido tomado en el MIT. Por ejemplo, en el Structure and Interpretation of Computer Programs, Gerald Jay Sussman presenta el botón a la audiencia diciendo que ahora son miembros de dicho grupo. Sin embargo, según el Jargon File, se sabe que un "Conocido LISPer" ha entregado botones con la insignia de los Caballeros. Y algunos han afirmado estar dentro de la organización.

## En la cultura popular
Un grupo que ha evolucionado o es similar a estos, llamado los Knights of the Eastern Calculus (Caballeros del Cálculo Oriental) aparece en el anime Serial Experiments Lain. Hace referencia a profesores del MIT. Otros científicos de la computación aparecen en el episodio 9 de la serie como miembros del Majestic 12. En un momento del anime se ve a Lain con código en su dispositivo, el cual es código de Lisp.